# DC 슈퍼히어로 걸스
《DC 슈퍼히어로 걸스》(DC Super Hero Girls)는 2015년부터 방영을 시작한 미국의 웹 애니메이션 시리즈다. DC 코믹스의 여성 캐릭터들을 대상으로 한 어린이 대상 작품군이다. 대한민국에서는 2016년부터 2017년까지 카툰 네트워크를 통해 방영됐다.

## 주요 등장 인물
성우는 미국-한국 순이다.
- 배트걸(Bat girl)(성우: 메이 휘트먼/문남숙)
- 슈퍼걸(Supergirl)(성우: 아나이스 페어웨터/이지현)
- 원더우먼(Wonder Woman)(성우: 그레이 딜라일/김은아)
- 할리 퀸(Harley Quinn)(성우: 타라 스트롱/김채하)
- 포이즌 아이비(Poison Ivy)(성우: 타라 스트롱/강시현)
- 호크걸(Hawk Girl)(성우: 니카 퍼터먼/김현지)
- 비스트보이(Beast Boy)(성우: 그레그 사이프스/홍범기)
- 범블비(Bubumble bee)(성우: 틸라 던/박신희)
- 그래니 굿니스(Granny Goodness)(성우: 에이프릴 스튜어트/김나율)
- 치타(Cheetah)(성우: 애슐리 엑스타인/방연지)
- 스톰파(Stompa)(성우: 에이프릴 스튜어트/한경화)
- 스피드 퀸(Speed Queen)(성우: 메이 휘트먼/여민정)
- 스타파이어(Starfire)(성우: 힌든 월치/정미숙)
- 레이디 시바(Lady Shiva)(성우: 타니아 구나디/김도영)
- 지간타(Giganta)(성우: 그레이 딜라일/강시현)
- 윌러 교장(Principal Amanda Waller)(성우: 이벳 니콜 브라운/김도영)
- 고든 청장(Commissioner James Gordon)(성우: 톰 케니/박영재)
- 플래시(성우: 조시 키턴/이현)
- 스타 사파이어(Star Saffaire)(성우: 제시카 디시코/강시현)
- 사이보그(Cyborg)성우: 카리 페이튼/김소형)
- 크레이지 퀼트(Crazy Quilt)(성우: 톰 케니/이현)
- 루시어스 폭스(Lucius Fox)(성우: 필 라마/한신)
- 레드 토네이도(Red Toraado)(성우: 모리스 라마체/홍범기)
- 프로스트(Frost)(성우: 다니카 맥켈라/김나율)
- 미스 마션(성우: 크리스티나 푸첼리/여민정)
- 이클립소(성우: 모나 마셜)
- 레나 루터(성우: 로미 데임스)
- 레이븐(성우: 타라 스트롱)
- 블랙파이어(성우: 힌든 월치)
- 빅슨(성우: 킴벌리 브룩스)
- 플래티넘(성우: 그레이 그리핀)
- 트라이곤(성우: 케빈 마이클 리처드슨

## 에피소드
| 시즌 | 시즌 | 회수 | 방송 날짜       | 방송 날짜        |
| 시즌 | 시즌 | 회수 | 시즌 시작       | 시즌 종료        |
| ---- | ---- | ---- | --------------- | ---------------- |
|      | 1    | 13   | 2015년 10월 1일 | 2016년 2월 25일  |
|      | 2    | 26   | 2016년 4월 21일 | 2017년 1월 12일  |
|      | 3    | 26   | 2017년 1월 26일 | 2017년 11월 30일 |
|      | 4    | 24   | 2018년 1월 18일 | 2018년 6월 28일  |
|      | 5    | 23   | 2018년 8월 2일  | 2018년 12월 27일 |